# Gustaf Berg (industriman)
Gustaf Berg, född 7 juni 1864, död 23 december 1950, var en svensk industriman.
Berg var efter utlandsstudier i den mekaniska verkstadsindustrin VD för AB Lux och för Archimedes AB 1912-1930.